# 阿普蘭 (印地安納州)
阿普蘭（英語：Upland）是一個位於美國印地安納州格蘭特縣的城鎮。

## 人口
根據2010年美國人口普查的數據，阿普蘭的面積為8.16平方千米，當中陸地面積為8.13平方千米，而水域面積為0.03平方千米。當地共有人口3,845人，而人口密度為每平方千米471人。